# 日本鉄道労働組合連合会
日本鉄道労働組合連合会（にほんてつどうろうどうくみあいれんごうかい、略称：JR連合（ジェイアールれんごう）、英語：Japan Railway  Trade Unions Confederation、略称：JRTU）は、JR各社における労働組合の連合組織である。日本労働組合総連合会（連合）、全日本交通運輸産業労働組合協議会（交運労協）、国際運輸労連（ITF）に加盟している。

## 概要
現在、JRグループにおいては最大規模の労働組織を形成していて、特にJR四国・JR九州にはJR総連系の労働組合が存在しないなど、主にJR東海以西の各社における多数派労働組合を形成しており、JR東日本などにおいて多数派を占めていたJR総連と勢力を二分していたが、2018年のJR東日本の労政転換によるJR総連傘下の労組からの大量脱退によるJR総連の組合員数の激減により、現在ではJR総連を大きく引き離している。
組合員数は、2019年（令和元年）12月時点の労働組合基礎調査では約86,000人であったが、2020年（令和2年）現在は77,699人である。

## 歴史

### 国鉄分割民営化とJR総連の結成
かつて存在した鉄道労働組合（鉄労）は国鉄における第3の勢力を持つ組合で、労使協調路線をとっていた。また、国労に次ぐ第2の勢力を持つ組合である国鉄動力車労働組合（動労）は鉄労とは逆にストライキなど激しい活動をする組合で、鉄労とは常に対立関係にある組合であった。
だが、国鉄分割民営化に至る一連の動きの中で、当初は反対の姿勢を示していた動労・全国鉄道施設労働組合（全施労）などは当局の工作や、世論の流れや組織防衛、また民営化に強固に反対する第1組合の国鉄労働組合（国労）潰しなどで、予てから労使協調の姿勢を保っていた鉄労と共に民営化に賛成・容認をした。こうして、民営化を控えた1987年2月2日、民営化賛成派の動労、鉄労、日鉄労、鉄輪会、社員労は全日本鉄道労働組合総連合会（鉄道労連。分割民営化後はJR総連）を発足させた。一方の国労は分裂を重ね、一気に少数組合に転落した。

### 旧動労系との対立とJR連合の結成
やっと成立したJR総連だが、実態は長年対立を繰り返してきた組合の寄り合い所帯で、かつて正反対の立場にいた旧鉄労と旧動労との2大勢力によって主導権争いが起こり、JR総連は何度も分裂の危機を呈していた。組合の主導権自体は数で勝る旧動労系が握っており、旧鉄労系はたびたび旧動労系を批判していた。
この2者の対立が決定的となったのは、国労組合員でJRに採用されなかった1,047人の採用問題の判決がきっかけである。JR側が彼らを採用しなかったのは不当労働行為であるとして、地方労働委員会が訴えを認めてJRへの採用を命じた。しかし、命令を受けたJR北海道、JR東日本、JR東海、JR貨物はこれを拒否し、JR総連もこれまでの経緯から反対の姿勢をとった。
さらに旧動労系が多数を占めるJR東労組などでは、「分割民営化に反対し妨害した国労の再採用絶対反対」を掲げて集会が開かれ、再採用反対のために「スト権の再確立」を打ち出した。これにより旧動労の「再武装」に反対する旧鉄労系と旧動労系との対立が決定的となり、1991年5月には鉄労系が多数派を占めるJR西労組からの動労派の脱退、8月には同じくJR東海労組からの動労派の脱退が続いた（この時の旧・JR東海労組が現・JR東海ユニオンである）。さらにJR西労組、JR四国労組、JR九州労組がJR総連を脱退し、JR東海ユニオンと合流、1992年5月18日、国労を脱退した日本鉄道産業労働組合総連合（鉄産総連）と組織統合をして日本鉄道労働組合連合会が発足する。JR総連には旧動労系のJR東海労働組合（略称：JR東海労）・JR西日本労働組合（略称：JR西労）が結成され参加した。
これにより、JR東海、西日本、四国、九州の各社でJR連合は最多数の組合になったものの、JR東日本やJR北海道、JR貨物では少数派となっている。また旧鉄労系は国労の民同右派が、鉄産総連は民同左派をそれぞれ淵源としていて、1951年の「平和3原則」をめぐる国鉄民同の分裂以来40年余を経て旧民同系が再統一されることとなった。
JR連合は、JR総連を革マル派の影響下にあり、JR総連系が多数派を占めるJR東日本やJR北海道において会社がJR総連系の組合に「異常に偏重する労政」が行われていると主張し、革マル派の排除・暴力追放などの「民主化闘争」を進めており、国労とも「民主化闘争」で共闘するケースがある。一方、JR総連側は、JR連合系が多数派を占めるJR東海やJR西日本において、JR福知山線列車事故の要因ともなった日勤教育や、JR連合系以外の組合に所属する者に対し昇進等の差別が行われていると批判している。
2013年12月16日にジェイアール東日本労働組合（ジェイアール東日本ユニオン）とジェイアール労働組合（JR東労組から脱退した構成員が主体）が統一し、JR東日本労働組合（東日本ユニオン）が発足したが、両者が過去に鋭く対立した経緯から各地で大量脱退や仙台地本の委員長や書記長が辞任、新潟地本では統一大会すら開催できないなど組織混乱が発生した。さらに、JR連合はJR東日本労働組合の委員長に制裁を科し、東日本ユニオンの組合員数は1,200人弱に激減した。また、東日本ユニオンはJR連合への正加盟が認められなかった。
その後も東日本ユニオンは正加盟の申請を続けていたが、2015年に正加盟の申請が認められないことを理由にJR連合との関係を一旦白紙に戻すとした。現在は、JR東日本労働組合を脱退した一部組合員が設立した、ジェイアール・イーストユニオンがJR連合に正加盟している。また、2018年以降はJR東日本において会社側が労政をそれまでとは180度転換したことによって、JR東労組は組合員の大量脱退が相次ぐことになるが、JR西労組やJR東海ユニオンがJR連合を結成した頃とは時代が違い、国鉄時代の労使関係を全く知らない若い世代が増え、若者の労組離れなどといった若い世代の価値観の変化もあって、2018年以降にJR東労組を脱退した者はどの組合にも加入しない者が多く、ジェイアール・イーストユニオンなどのJR連合系の労組も、JR東労組脱退者の受け皿にはなりえていないというのが実情である。

## 民主党との関係
西日本旅客鉄道労働組合（JR西労組）OBの民主党衆院議員、三日月大造国土交通大臣政務官が、JR西労組側から6年間で1億円を超える献金を受けていたことがわかり、資金面でJR西労組側に依存する三日月国土交通大臣政務官が、JRを所管する国土交通省の重要ポストに名を連ねていたことに、識者からは「中立性に疑問があり、癒着を疑われても仕方がない」との批判の声も出ている。

## 加盟組合
- JR北海道労働組合（JR北労組）
- ジェイアール・イーストユニオン（JREユニオン）
- JR東海グループ労働組合連合会（JR東海連合）
  - 東海旅客鉄道労働組合（JR東海ユニオン）
  - その他21関連労働組合
- JR西日本グループ労働組合連合会（JR西日本連合）
  - 西日本旅客鉄道労働組合（JR西労組）
  - その他48関連労働組合
- JR四国連合
  - 四国旅客鉄道労働組合（JR四国労組）
  - その他3関連労働組合
- JR九州連合
  - 九州旅客鉄道労働組合(JR九州労組）
  - その他6関連労働組合
- 貨物鉄道産業労働組合（貨物鉄産労）
- JR連合地方協議会

## 国会議員との連携
「交通政策」や「組織課題の前進」などの解決に向け、国会議員との連携を深めている。その中心として、ＪＲ各単組の推薦に基づく国会議員による「ＪＲ連合国会議員懇談会」が存在する。

### JR連合国会議員懇談会
| 役職     | 氏名       | 衆参 | 選挙区   | 党派       |
| -------- | ---------- | ---- | -------- | ---------- |
| 会長     | 榛葉賀津也 | 参   | 静岡     | 国民民主党 |
| 副会長   | 泉健太     | 衆   | 京都３区 | 立憲民主党 |
| 副会長   | 伴野豊     | 衆   | 愛知８区 | 立憲民主党 |
| 事務局長 | 小川淳也   | 衆   | 香川１区 | 立憲民主党 |
| 幹事     | 長浜博行   | 参   | 千葉     | 立憲民主党 |
| 幹事     | 原口一博   | 衆   | 佐賀１区 | 立憲民主党 |
| 幹事     | 大串博志   | 衆   | 佐賀２区 | 立憲民主党 |
| 幹事     | 伊藤孝恵   | 参   | 愛知     | 国民民主党 |
| 幹事     | 森本真治   | 参   | 広島     | 立憲民主党 |
| 幹事     | 広田一     | 参   | 徳島高知 | 無所属     |